# 156939 Odegard
156939 Odegard este un asteroid din centura principală de asteroizi.

## Descriere
156939 Odegard este un asteroid din centura principală de asteroizi. A fost descoperit pe 24 martie 2003 la Goodricke-Pigott de Vishnu Reddy. Asteroidul prezintă o orbită caracterizată de o semiaxă mare de 2,52 ua, o excentricitate de 0,18 și o înclinație de 11,3° în raport cu ecliptica.